# SS Mayaguez
SS Mayaguez var et containerskib fra USA der blev kendt da De Røde Khmerer overtog det og tilbageholdt skibets besætning 12. maj 1975. Resultatet var en væbnet konfrontation mellem Cambodia og USA, kendt som Mayaguez-episoden, der markerede afslutningen på USA's militære engagement i Vietnamkrigen.
Mayaguez blev søsat i april 1944 under navnet SS White Falcon, og blev bygget af North Carolina Shipbuilding Company i Wilmington, North Carolina. Skibet havde et søsterskib, SS Ponce.
Efter 2. verdenskrig blev skibet omdøbt til Santa Eliana. I 1960 blev hun ombygget og gjort bredere af Maryland Shipbuilding and Drydock, og omdannet til det første rene containerskib under amerikansk flag, der var beregnet til international handel. Hun havde nu en kapacitet på 382 containere under dæk og 94 på dæk. I 1964 blev hun omdøbt til SS Sea, og i 1965 til SS Mayaguez. Fra 1965 sejlede Mayaguez på en fast rute for Sea-Land Service, Inc som støtte for USA's tropper i Sydøstasien: Hong Kong – Sattahip, Thailand – Singapore. 7. maj 1975, en uge efter Saigons fald, forlod Mayaguez Hong Kong på hvad der skulle have været en rutinetur. Efter skibet igen var i amerikanske hænder, blev hun taget ud af tjeneste og til sidst skrottet i 1979.

## Fodnoter
1. ↑  Capture and Release of SS Mayaguez by Khmer Rouge forces in May 1975 Arkiveret 18. juli 2006 hos  Wayback Machine – usmm.org (American Merchant Marine at War)